# Peter Grace
Peter Grace é um sonoplasta e diretor de som australiano. Venceu o Oscar de melhor trilha sonora na edição de 2017 por Hacksaw Ridge, ao lado de Robert Mackenzie, Kevin O'Connell e Andy Wright.